# Ljiljana Mugoša
Ljiljana (Mugoša) Vučević (Titogrado, 10 de abril de 1962) é uma ex-handebolista profissional iugoslava, campeã olímpica.
Ljiljana Mugoša fez parte da geração medalha de ouro em Los Angeles 1984.